# 木村進
木村 進（きむら すすむ、本名同じ、1950年〈昭和25年〉7月29日 - 2019年〈令和元年〉5月19日）は、日本のお笑い芸人、喜劇役者。かつては3代目博多淡海を襲名していた。
福岡県福岡市出身。吉本興業に所属し、吉本新喜劇座長として活動していたが、脳内出血で倒れ退団し、その後はフリーで活動。「木村進劇団」を結成した。
多様なボケに、ツッコミも二枚目もできる稀有な芸達者ぶりを発揮し、23歳の若さで吉本新喜劇の座長となった。

## 来歴・人物
祖父は初代博多淡海、父は2代目博多淡海。母は博多淡子。妹は博多和美、娘・木村優も吉本新喜劇に在籍していた。
高校中退後、16歳で父の劇団・淡海劇団に入門し「博多小淡海」を名乗るが、「親の七光り」と「父の重圧」に耐えかね、19歳の時に松竹芸能のライバルだった吉本興業へ父の許可を得ず転籍したため、しばらくの間は親子絶縁状態だったという。後年、新喜劇の舞台に父が上がり、「木村進をよろしくお願いします」と観客に向かって土下座をしたことがあり、和解が成立している。
木村は吉本新喜劇で活動を開始するが、当時の新喜劇の前座である「ポケットミュージカルス」出演などの下積み生活はわずかな期間で終わり、23歳の若さで座長に就任した。吉本新喜劇では主力級の役者として人気を博した。また歌手としても『博多花嫁』を徳間音楽工業（ミノルフォンレコード）から発売したこともある。
1985年以降は所属していた吉本新喜劇自体がマンネリ化し、吉本からの要請もあり、父の跡を継ぐために1987年に「三代目博多淡海」を襲名した。襲名後の「博多淡海チーム」の新喜劇にはマンネリを打開しようとする試みも見られた。同年から全国巡回の襲名披露公演を行うが、翌1988年、最終公演地で故郷でもある福岡市で脳内出血に倒れた。長年の深酒や油物料理を好んだことなどが原因とされる。
一命は取り留めたものの、左半身に重い障害が残り、歩行ができなくなった結果、新喜劇を退団し吉本興業も退社した。一時は松竹芸能への移籍話も挙がっていたが、それも自然消滅した。当時の妻である風間舞子（元日活ロマンポルノ女優）とも離婚した。芸人としても肉体に致命的な障害を背負うことになったため、マスコミの前からは姿を消すこととなり、同時に三代目博多淡海の名跡を自ら返上することとなった。
メディアから離れていた木村は、吉本新喜劇の盟友である間寛平の尽力により、1999年10月10日になんばグランド花月にて行われた『間寛平芸能生活30周年記念公演』で、木村は電動車椅子に乗ってゲスト出演を果たした。以降、寛平とドラマや映画で共演することが多く、短い出演時間でありながらもたびたび障害者の役を演じたほか、寛平は木村のリハビリ費用などのためにカンパを集めるなど、木村の復帰支援を行っていた。
その後、「木村進劇団」を設立し障害者施設への慰問などを中心として活動をしていたが、骨折をして以後は休業していた。左半身不随のため、車椅子か松葉杖なしには移動および歩行が困難となり、舞台の上でも電動車椅子または松葉杖を使用して出演する姿が見られた。晩年は、大阪市内で当時「ホステル淡海」を経営していた妹が面倒を見ていた。また、過去に吉本新喜劇に出演していた津島ひろ子がヘルパーとして介護に通っていた。
2度の離婚経験者で、その後は再婚しておらず独身である。最初の妻との間に一人娘がおり、一時は子役として吉本新喜劇に出演していたが、2006年4月に結婚。9月に木村にとって初孫となる男の子が誕生した。
1990年代後半頃まで、大阪市の天神橋筋商店街や大阪府内に100円ショップ「木村進の店・多売来屋（たばこや）」を経営していたが、その後は経営から手を引いており、別の会社が運営している。100円ショップの大阪での発祥の店とされる。
帯谷孝史は木村について、2015年のMBSよしもと新喜劇座員紹介のインタビューの中で「あの人の芸が、半分でもいいから欲しかった」と述べている。
2019年5月19日15時14分、腎不全のため、大阪市内の病院で死去。68歳没。実妹によれば、同月14日に木村が「頭が痛い」と訴えたため、大阪市内の病院へ搬送。亡くなる前日の18日に間が見舞いに訪れたがこの時点で木村の応答がなかったという。19日にかつて吉本新喜劇の同僚だった楠本見江子らの見舞いを受けた後に容態が急変し、最期は実妹に看取られた。
同月21日に通夜、翌22日葬儀・告別式が大阪市都島区の葬祭場で行われ、寛平、池乃めだか、船場太郎、末成由美、帯谷、やなぎ浩二、島田一の介、内場勝則・未知やすえ夫妻、川畑泰史、すっちーらの吉本新喜劇新旧メンバーのほか、桂文枝、桂小文枝、オール巨人、桂文珍、月亭八方ら吉本所属の芸人らが参列した。

## ギャグ
船場太郎と並ぶ当時の新喜劇2枚目役者だったが、見た目とは対照的な、父親譲りのおばあさん役（おしん婆さん）で知られた。
「イーッヒッヒッヒッヒッ…」
にやけた独特の笑い声。特に相手を威嚇する時や相手をどっきりで驚かす時に用いられる。
「おや、こんなところに水たまりが…」
おばあさん役での持ちネタ。ありもしない水たまりを飛び越える仕草をする。
「聞いてください、婦人会の皆さん」
同じくおばあさん役のネタ。その場で持ち上がっている事件の内容によく似た身の上話を切々と語る。関係者が「あなたはひょっとして○○さんでは？」（例えば、「お母さんでは？」）と尋ねると「いえ、赤の他人です」と言って落とす。
バリエーションとして、犯人や悪役が捕まってその場で糾弾されていると「待って下さい！お待ち下さい！」と突然登場し、彼の身の上話を切々と語りながら「この子をお許し下さい…」などと泣き崩れる。関係者が「あなた、この人のお母さんですね？」と尋ねると、「赤の他人です」と言う。
「待って下さい!この子は悪い子じゃないんです、この子を許してあげて下さい…（周りから「おばあちゃん、（あなたは）この人のおばあちゃんですか?」と聞かれ）赤の他人ですぅ…」
本番中、ある演者が周囲から責められていると、突然舞台に現れ、土下座して泣きながら長々とその演者を庇うが、実は全く関係がない。そして（主にゲストの女優から）「この人のおばあちゃんですか?」と言わせたあと、「赤の他人です」と言って周りを全員ズッコケさせる。

（おばあさん役で、娘役などと絡み）「ええやないか、久しぶりやねん！」「ワシが産んだ娘やないか！」
桑原和男にも同様のギャグがある。女性から、「お母ちゃん、男になってる!!」とつっこまれ、「いやらしい方…」と顔を赤くするときもある。
「アハーン、イヤーン、やめて！ イヤヤ、アアアッ、スキャンティが…（誰かと顔を合わせて）ギャー！」
男と女の1人2役を演じるギャグ。
「許ーるさんっ！」
自分がコケにされたり、誰かに悪さされたりした時に声を押し殺して吐くセリフ。

## 出演した番組

### テレビ
- 花月爆笑劇場
- お笑い花月劇場
- 吉本コメディ
- 爆笑寄席
- あっちこっち丁稚（木松）
- モーレツ!!しごき教室
- 花の駐在さん
- どてらい男
- 部長刑事 (1979年3月24日放映 第1065回『ぞうだんじゃなかばい』)
- 悪意（2001年12月17日放映 第5回 円谷雅俊）

### Vシネマ
- 極道恐怖大劇場 牛頭 GOZU（2003年）

## レコード
- 「かんにんな」 - 間寛平とデュエット
  - B面 「君が欲しい」
- 「博多花嫁」
  - B面 「関門海峡の落日」

## 著書
- 『同情するなら笑うてくれ』（光文社、1998年）